# Giới thượng lưu (phim truyền hình 2015)
Giới thượng lưu (tiếng Hàn: 상류사회; Romaja: Sangryusahoe) là một bộ phim truyền hình Hàn Quốc 2015 với sự tham gia của Uee, Sung Joon, Park Hyung Sik và Lim Ji-yeon. Phim được phát sóng trên SBS vào thứ hai và thứ ba lúc 21:55 gồm 16 tập bắt đầu từ ngày 8 tháng 6 năm 2015.

## Nội dung
Jang Yoon-ha (Uee) là con gái út của gia đình chaebol. Gia đình cô là một mớ hỗn độn. Bị mẹ ghét, cô muốn sống một cuộc sống bình thường như một người bình thường. Cô được sắp xếp để kết hôn với một chaebol trẻ Yoo Chang Soo (Park Hyung Sik). Cô che giấu danh tính và làm việc như một người phụ nữ bán hàng bán thời gian trong một siêu thị và kết bạn với Lee Ji Ri, người muốn kết hôn với một người đàn ông giàu có và bắt đầu mơ về điều đó. Cô gái đáng thương Lee Ji Ri đã phải lòng Choi Joon ki, một người bạn và người bạn tuyệt vời và chăm chỉ của Yoo Chang Soo xuất thân từ một gia đình nghèo và muốn trở nên giàu có bằng cách cưới một cô gái giàu có. Joon ki thu hút sự chú ý của Yoon Ha và tỏ tình cô. Yoo Chang soo tán tỉnh Lee ji ri và họ trở thành một đôi. Yoon Ha ra bắt đầu mối quan hệ với Joon Ki và mọi chuyện suôn sẻ. Yoon Ha và anh trai cô - người hy vọng duy nhất của quản lý cao nhất của công ty.Một hôm, lúc Yoon Ha và anh trai cô cùng đi du lịch thì chuyến bay gặp sự cố và anh trai cô cũng chết (cô đã rời khỏi chuyến bay theo lời anh trai cô) . Mẹ của Yoon Ha đổ lỗi cho Yoon Ha về cái chết của con trai mình và bắt đầu khóc và uống liên tục. Joon ki đã bí mật phát hành ảnh của Yoon Ha trước công chúng mà cô không biết và tiết lộ cô là một người thừa kế. Yoon Ha trở thành người nổi tiếng. Anh trai của Yoon Ha đã mua 1% cổ phần của công ty cho Yoon Ha. Một ngày nọ, Yoon Ha đến thăm nhà của Yoon ki. Cô gặp mẹ anh và vô tình cô cho thấy bức ảnh thời thơ ấu của Yoon Ha trong ngăn kéo của Joon ki. Yoon Ha đau khổ rời khỏi nhà anh một cách giận dữ, cô quyết định tham gia vào công ty cho bộ phận mỹ phẩm. Chị gái của Yoon ha, người sẽ làm bất cứ điều gì để kiểm soát công ty. Mặt khác, mối quan hệ của Yoo Chang soo và Lee Ji yi bị lung lay bởi mẹ của Chang soo. Bà muốn phá vỡ mối quan hệ của họ và muốn Yoo Chang-soo kết hôn với Yoon Ha. Choi Joon ki nhận ra tình yêu của mình dành cho Yoon ha và muốn làm hòa với cô. Yoon Ha sử dụng sự nổi tiếng của mình để kiếm lợi nhuận khổng lồ trong lĩnh vực mỹ phẩm và trở thành người có thẩm quyền cao hơn trong công ty. Sau này Yoon ha hợp nhất với Joon ki. Yoon ha phát hiện ra các tài liệu bí mật của anh trai cô đã đệ trình chống lại chị gái mình về các thành phần mỹ phẩm trong công ty.
Cuối cùng, tiết lộ rằng anh trai của Yoon ha còn sống và anh ta trở lại công ty. Choi Joon ki bỏ công việc của mình. Yoo Chang soo trở nên căng thẳng và uống liên tục khiến mẹ anh đoàn kết anh với Lee ji yi. Cuối cùng, em gái của Yoon ha bị đuổi khỏi công ty. Joon ki cầu hôn Yoon ha. Lee ji ri mang thai đứa con của Yoo Chang soo.

## Phân vai

### Nhân vật chính
- Uee vai Jang Yoon-ha
- Sung Joon vai Choi Joon-ki.
- Park Hyung-sik vai Yoo Chang-soo.
- Lim Ji-yeon vai Lee Ji-yi.

### Nhân vật phụ
- Yoon Joo-sang vai Jang Won-sik (ba của Yoon-ha)
- Go Doo-shim vai Min Hye-soo (mẹ của Yoon-ha)
- Lee Sang-woo vai Jang Kyung-joon
- Yoon Ji-hye vai Jang Ye-won
- Yoo So-young vai Jang So-hyun
- Bang Eun-hee vai Kim Seo-ra
- Nam Myung-ryul vai Choi Young-ho (ba của Joon-ki)
- Yang Hee-kyung vai Lee Min-sook (mẹ của Joonki)
- Choi Yong-min vai Butler Hong

## Rating
| Tập #      | Ngày phát sóng      | Trung bình tỉ lệ người xem | Trung bình tỉ lệ người xem | Trung bình tỉ lệ người xem | Trung bình tỉ lệ người xem |
| Tập #      | Ngày phát sóng      | TNmS Ratings               | TNmS Ratings               | AGB Nielsen Ratings        | AGB Nielsen Ratings        |
| Tập #      | Ngày phát sóng      | Toàn quốc                  | Vùng thủ đô Seoul          | Toàn quốc                  | Vùng thủ đô Seoul          |
| ---------- | ------------------- | -------------------------- | -------------------------- | -------------------------- | -------------------------- |
| 1          | 8 tháng 6 năm 2015  | 6.7%                       | 7.6%                       | 7.3%                       | 7.7%                       |
| 2          | 9 tháng 6 năm 2015  | 6.9%                       | 8.4%                       | 7.0%                       | 7.6%                       |
| 3          | 15 tháng 6 năm 2015 | 6.7%                       | 8.8%                       | 7.7%                       | 9.1%                       |
| 4          | 16 tháng 6 năm 2015 | 6.9%                       | 8.8%                       | 8.2%                       | 9.9%                       |
| 5          | 22 tháng 6 năm 2015 | 7.6%                       | 9.5%                       | 9.1%                       | 10.4%                      |
| 6          | 23 tháng 6 năm 2015 | 7.8%                       | 10.2%                      | 9.8%                       | 11.3%                      |
| 7          | 29 tháng 6 năm 2015 | 7.1%                       | 8.2%                       | 9.1%                       | 10.9%                      |
| 8          | 30 tháng 6 năm 2015 | 7.6%                       | 9.4%                       | 8.9%                       | 9.8%                       |
| 9          | 6 tháng 7 năm 2015  | 7.3%                       | 9.3%                       | 9.4%                       | 10.9%                      |
| 10         | 7 tháng 7 năm 2015  | 7.0%                       | 9.3%                       | 9.2%                       | 10.2%                      |
| 11         | 13 tháng 7 năm 2015 | 7.3%                       | 9.6%                       | 9.4%                       | 10.5%                      |
| 12         | 14 tháng 7 năm 2015 | 7.8%                       | 10.5%                      | 9.6%                       | 10.4%                      |
| 13         | 20 tháng 7 năm 2015 | 7.4%                       | 9.1%                       | 9.5%                       | 10.7%                      |
| 14         | 21 tháng 7 năm 2015 | 8.3%                       | 10.3%                      | 9.8%                       | 10.7%                      |
| 15         | 27 tháng 7 năm 2015 | 7,1%                       | 10,1%                      | 9,1%                       | 10,5%                      |
| 16         | 28 tháng 7 năm 2015 | %                          | %                          | %                          | %                          |
| Trung bình | Trung bình          | -                          | -                          | -                          | -                          |